# Jaromír Kallista
Jaromír Kallista (* 18. prosince 1939 Praha) je český producent, držitel Českého lva za mimořádný přínos české kinematografii a člen producentské síně slávy.

## Životopis
Narodil se 18. prosince 1939 v Praze. V roce 1964 absolvoval Filmovou a televizní fakultu Akademie múzických umění v Praze a následně až do roku 1970 pracoval ve Filmovém studiu Barrandov.
Po odchodu z Barrandova působil jako nezávislý filmař a spolupracoval například s Antonínem Mášou, Evaldem Schormem a Františkem Vláčilem. Mezi lety 1973 až 1988 vedl produkci divadla Laterna magika.
Začal spolupracovat s režisérem Janem Švankmajerem. Společně v roce 1983 založili nezávislou filmovou skupinu. Kallista produkoval většinu Švankmajerových celovečerních filmů, mezi něž patří Otesánek, Lekce Faust, Přežít svůj život nebo Hmyz. Po roce 1989 začal učit na fakultě FAMU.
V roce 2014 mu byla udělena cena Andreje „Nikolaje“ Stankoviče. V roce 2019 obdržel Českého lva za mimořádný přínos české kinematografii a o čtyři roky později se stal členem producentské síně slávy.

## Filmografie

### Produkce
- Zmatek 68 (1990)
- Lekce Faust (1994)
- Spiklenci slasti (1996)
- Otesánek (2000)
- Šílení (2005)
- Přežít svůj život (2010)
- Hmyz (2018)
- Alchymická pec (2020)
- Kunstkamera (2022)